# Garrejo
Garrejo es un despoblado de la provincia de Soria, partido judicial de Soria,  Comunidad Autónoma de Castilla y León, España. Es una granja de Garray, de la comarca de Soria.

## Historia
El Censo de Pecheros de 1528, en el que no se contaban eclesiásticos, hidalgos y nobles, registraba la existencia de 8 pecheros, es decir unidades familiares que pagaban impuestos. En el documento original aparece como Elharejon, perteneciente al Sexmo de Lubia.
A la caída del Antiguo Régimen la localidad se constituye en municipio constitucional, conocido entonces como 'Garray y Garrejo' en la región de Castilla la Vieja, partido de Soria, que en el censo de 1842 contaba con 56 hogares y 22 vecinos.
La fina y su caserío es propiedad de la familia Marichalar.

## Lugares de interés
- Ermita de San Antonio, de origen románico y construida con restos de la antigua Numancia.
- Restos romanos, numerosas columnas procedentes de Numancia jalonan el entorno de la finca.